# Synegia sericearia
Synegia sericearia är en fjärilsart som beskrevs av Walker 1866. Synegia sericearia ingår i släktet Synegia och familjen mätare. Inga underarter finns listade i Catalogue of Life.